# 杜尚·德拉戈萨瓦茨
杜尚·德拉戈萨瓦茨（1919年12月1日—2014年12月10日），塞尔维亚族，克罗地亚共产主义者联盟中央执行委员会书记，南斯拉夫共产主义者联盟中央委员会主席团主席。

## 生平
1919年，出生于戈斯皮奇的弗雷巴茨村。
1941年，入团，参加利卡起义。
1942年，入党。先后任游击队政治委员、克罗地亚共产党梅达克区委书记、戈斯皮奇县委委员、佩鲁希奇县委书记、佩鲁希奇州委委员、巴尼亚州委组织书记、卡尔洛瓦茨州委组织书记。
二战时期，在南共中央高级党校和萨格勒布大学法律系学习。
1950年，任卡尔洛瓦茨州人民委员会主席。
1951年，任克共联盟卡尔洛瓦茨州委政治书记。
1953年，任克罗地亚国民经济部副部长、部长。
1956年，任克罗地亚财政部长。
1958年，任克罗地亚贸易部长。
1962年，任南斯拉夫对外贸易联合会书记、主席、经济联合会副主席。
1963年，为克罗地亚议会经济院主席、外贸研究所委员会主席、国际政治和经济研究所委员会委员、南斯拉夫银行管理委员会委员、协调南斯拉夫社会主义联邦共和国与经互会合作委员会委员。
1954年，为克共联盟中央委员。
1965年，为克共联盟中央执行委员会委员。
1969年，任克共联盟中央执行委员会副书记。
1974年，任克共联盟中央执行委员会书记。
1978年，为南共联盟中央委员、中央主席团委员。
1979年，任南共联盟中央委员会主席团书记。
1981年，任南共联盟中央委员会主席团主席。
2014年，去世。

## 作品
- 《国内和国际上》（1978年）
- 《共产主义者联盟的革命活动》（1979年）
- 《政治辩论》（1981年）
- 《事件和证据》（1981年）